# Manfredi III Chiaromonte
Manfredi III Chiaromonte (mort en mars ou novembre 1391 à Palerme) est un noble sicilien appartenant à la Famille Chiaromonte, comte de Modica, comte de Mistretta et deux fois comte de Malte, grand amiral du royaume de Sicile et vicaire de Sicile après la mort du roi Frédéric III.

## Biographie
Il était le fils illégitime de Giovanni II Chiaromonte.

### Soutien des Angevins de Sicile

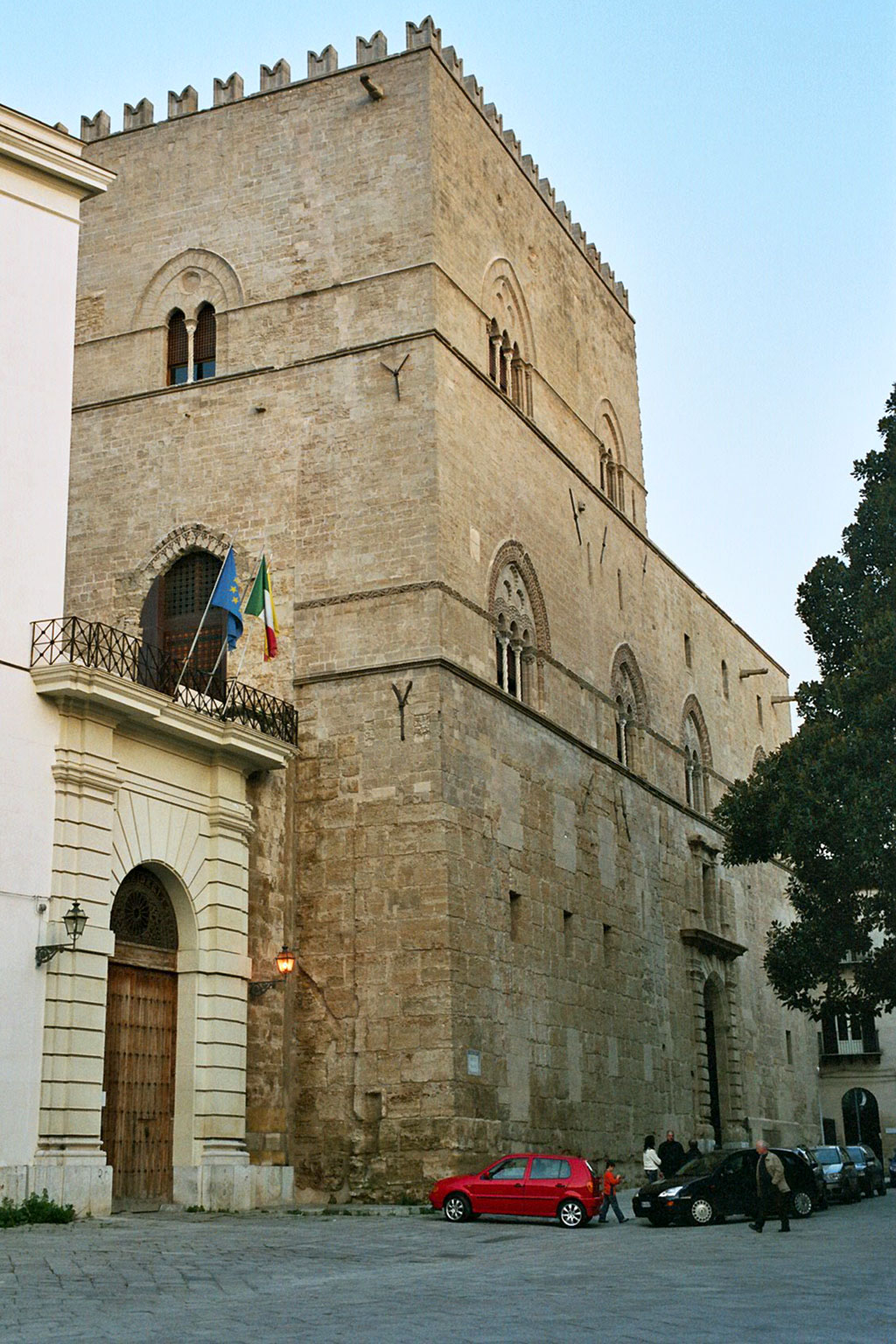
Le palais Chiaromonte à Palerme

Il est d'abord affilié au pouvoir des Angevins de Sicile. En 1354 Manfredi est assiégé dans Lentini par les troupes aragonaises de Artale I Alagona. Ce dernier parvient à le capturer Manfredi par trahison en 1360. Manfredi est emprisonné à Catane mais parvient à s'échapper et à retrouver ses biens.

### Soutien des Aragonais
Il se soumet ensuite au pouvoir Aragonais après la victoire de Pierre III. Il devient alors amiral du Royaume de Sicile de 1364 jusqu'à sa mort en 1391. Pour son aide militaire au nouveau pouvoir, il recevra de nombreuses terres et titres en récompense : comte de Mistretta en 1365 pour son aide à la reconquête de Messine, la seigneurie d'Eraclea (aujourd'hui Gela) le 5 mai 1366. Il a également été seigneur de Trapani, Agrigente, Bivona, Licata (Italie), Castronovo, Lentini, Palma di Montechiaro et Mussomeli, où il construisit un château qui porte encore son nom.

### Vicaire de Sicile
À la mort du roi Frédéric III en 1377, Manfredi devient l'un des quatre vicaires, qui gouvernent le royaume au nom de la jeune Marie, reine de Sicile à l'âge de 14 ans. Mais en 1379, Marie est enlevée par les Aragonais, et forcée à épouser Martin Ier de Sicile. Manfredi est à ce moment le plus puissant des 4 vicaires et dirige la majeure partie de la Sicile.
Manfredi était gouverneur de Messine et devint seigneur de Djerba, après avoir libéré l'île des pirates arabes en aout 1388.
Il tenait sa cour dans le Palazzo Chiaromonte de Palerme.
Manfredi Chiaramonte meurt à Palerme en 1391.

### Deux fois comte de Malte
Manfredi est fait comte de Malte le 4 mai 1366 en récompense de son aide militaire. Mais les Maltais sont furieux d'être une fois de plus donnés en cadeau quand ils avaient fini par obtenir leur rattachement au domaine royal. L'agitation est aussi entretenue par Giacomo de Pellegrino, originaire de Messine, qui détient une grande partie du pouvoir économique local grâce à un contrôle sur les exportations de coton doublée d'une activité de corsaire. C'est donc une île en pleine révolte que Manfredi reçoit. La révolte continue tant et si bien que deux galères génoises sont envoyées pour pacifier l'île et mettre fin aux exactions maritimes. Le château est finalement repris et Frédéric III de Sicile se déplace en personne à Malte pour apaiser la révolte. Finalement, en 1375, le roi retire le comtat de Malte à Manfredi pour le céder à son fils illégitime Guillermo d'Aragon en lui ordonnant d'aller lui-même y vivre afin de faire cesser la rébellion.
Après Guillermo d'Aragon, c'est Louis Frédéric d'Aragon qui succéda au titre de comte de Malte à la mort du roi Frédéric III. Mais Manfredi est à ce moment l'homme fort de Sicile. À la mort de Louis Frédéric d'Aragon en 1382, il reprend alors son titre et ses possessions maltaises jusqu'à sa mort. Il utilisera probablement les îles maltaises pour lancer son attaque sur Djerba.
Par sa vie aventurière, pleine de rebondissements, de fauteurs de troubles, de guerres incessantes (toujours pour son profit), mais aussi par son intelligence, sa ténacité et sa valeur personnelle, il a pu incarner l'expression brillante de la féodalité sicilienne.

## Mariage et descendance
Il épouse en premières noces Margherita Passaneto, puis vers 1370 Eufemia Ventimiglia, la fille du comte Francesco Ventimiglia Lauria de Geraci.
Il a deux ou trois enfants :
- Elizabetta Peralta Chiaromonte, fille aînée de Manfredi qui lui succède nominativement et brièvement au comté de Malte entre 1391 et 1392.
- Costanza Chiaromonte, (vers 1377-1423) que le pouvoir de son père parvient à lui faire épouser le futur roi Ladislas Ier de Naples à Gaeta en 1389. Après la chute de la famille en 1392, Costanza est répudiée par le roi Ladislas et forcée d'épouser un noble napolitain.
- Andrea Chiaromonte (mort en 1392) est gouverneur de Palerme. S'il appartient à la famille Chiaromonte, il n'est peut-être pas le fils légitime de Manfredi car il n'hérite pas de ses possessions à sa mort[2], peut-être un fils illégitime ou un neveu. Quand Martin et Marie débarquent en Sicile, leur armée défait les troupes des Chiaromonte. Andrea est décapité le 1er juin 1392 après la chute de Palerme.

## Sources
- (it) « Repertorio della feudalita Siciliana 1282-1390) » [PDF], sur storiamediterranea (consulté le 27 janvier 2015), p. 141